# Солдатенко Веніамін Васильович
Веніамін Васильович Солдатенко (рос. Вениамин Васильевич Солдатенко; нар. 4 січня 1939 — пом. 15 липня 2023) — радянський та казахський легкоатлет, який спеціалізувався на спортивній ходьбі.
На внутрішніх змаганнях представляв Казахську РСР та спортивні товариства «Єнбек», СКА та «Динамо» (всі — Алма-Ата).

## Спортивні досягнення
Срібний олімпійський призер з ходьби на 50 км (1972).
Перший в історії чемпіон світу з ходьби на 50 км (1976).
Срібний призер Кубка світу з ходьби на 50 км в особистому заліку (1970). Переможець (1975) та дворазовий срібний призер (1970, 1973) Кубків світу з ходьби в командному заліку.
Володар повного комплекту нагород чемпіонатів Європи з ходьби на 50 км — золото у 1971, срібло у 1978 та бронза у 1969. Був 5-м у ходьбі на 50 км на чемпіонаті Європи 1974.
Чемпіон СРСР з ходьби на 20 км (1967) та 50 км (1969, 1970, 1971, 1972, 1975, 1976). Бронзовий призер чемпіонату СРСР з ходьби на 20 км (1966) та 50 км (1973, 1974).
Ексрекордсмен світу з ходьби на 50000 метрів доріжкою стадіону — 4:03.42,6h (1972).
Пішов з життя, маючи 84 роки.

## Визнання
- Заслужений майстер спорту СРСР (1971)
- Орден «Знак Пошани» (1972)